# شاهزاده عبدالله (صیدون)
شاهزاده عبدالله، یا شاه منگشت روستایی در دهستان واجل بخش مرکزی شهرستان صیدون در استان خوزستان ایران است. مردم این منطقه لرتبار و از ایل بهمئی هستند.

## پیشینه نام
نام این روستا برگرفته از نام امامزاده عبدالله از نوادگان علی بن حسین است که در آنجا به خاک سپرده شده است. 

## جغرافیا و آب و هوا
شاهزاده عبدالله در ۵ کیلومتری شهر صیدون قرار دارد. آب و هوای خنک این روستا به واسطه قرار گرفتن در کوه منگشت و همچنین وجود بقعه امامزاده عبدالله موجب حضور سالانه هزاران نفر گردشگر و زائر در این مکان می‌شود.

## جمعیت
بر پایه سرشماری عمومی نفوس و مسکن در سال ۱۳۹۵، جمعیت این روستا برابر با ۶۴ نفر (۱۹ خانوار) بوده‌است.